# 亞當前彎測試
亞當前彎測試（英語：Adams Forward Bend Test）是一種用於診斷脊柱側彎的理學檢查，但是不能以此直接確定受試者的脊柱是否側彎。受試者要直立站立，並且向前彎曲，而評估者則沿水平面尋找受試者的軀幹是否存在着不對稱的現象。如果測試者的脊柱側彎，肩的一側會比另一側高。如果測試者的脊柱沒有側彎，他們的背部在進行測試時會完全筆直。亞當前彎測試是青春期特發性脊柱側彎常用的篩查工具，可以測量不對稱的肋骨突出，在1990年代仍然在討論該測試在篩查脊柱側彎方面的功效。2016年，美國骨科醫師協會（AAOS）、脊椎側彎研究協會（SRS）、北美兒童骨科協會（POSNA）及美國兒科協會（AAP）聯合發表的研究指出有43.8%被篩檢出的患者，其側彎的角度超過20度，部分患者甚至需要接受治療，故而亞當前彎測試是一種有效的篩檢方式。